# Muzeum Złota w Złotoryi
Muzeum Złota w Złotoryi powstało w lipcu 1978 roku z inicjatywy społecznej, a także przy pomocy władz miasta. Za siedzibę muzeum wybrano budynek przy ul. Zaułek 2, który został wybudowany w połowie XVIII wieku i wkomponowany we wcześniejsze mury obronne. Do roku 1998 nosiło ono nazwę Muzeum Społeczne Ziemi Złotoryjskiej.
Większość obiektów pochodzi ze zbiorów Leopolda Schmeterlinga.

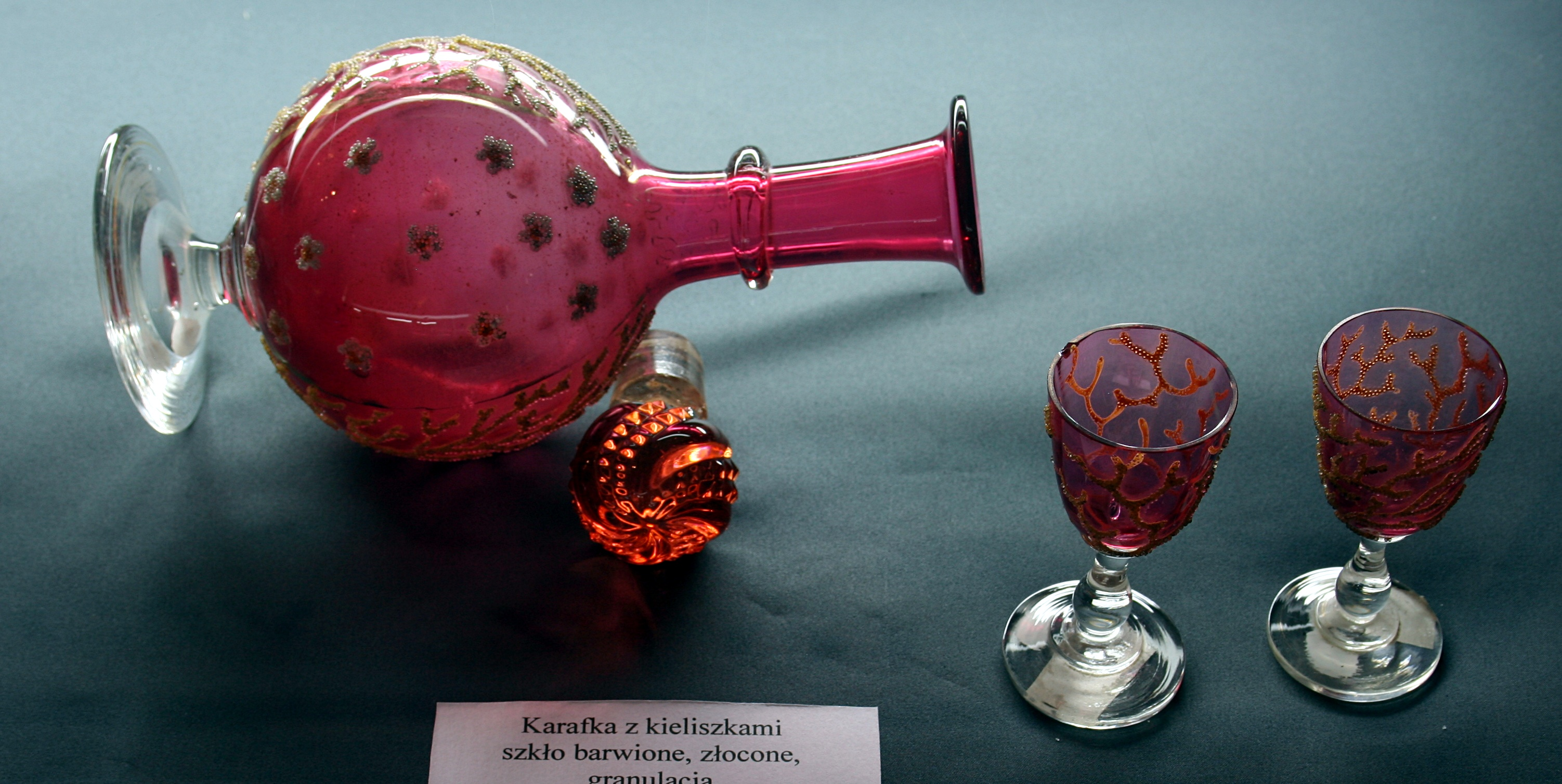
Karafka z kieliszkami ze złoconego szkła, eksponat ze zbiorów Leopolda Schmeterlinga
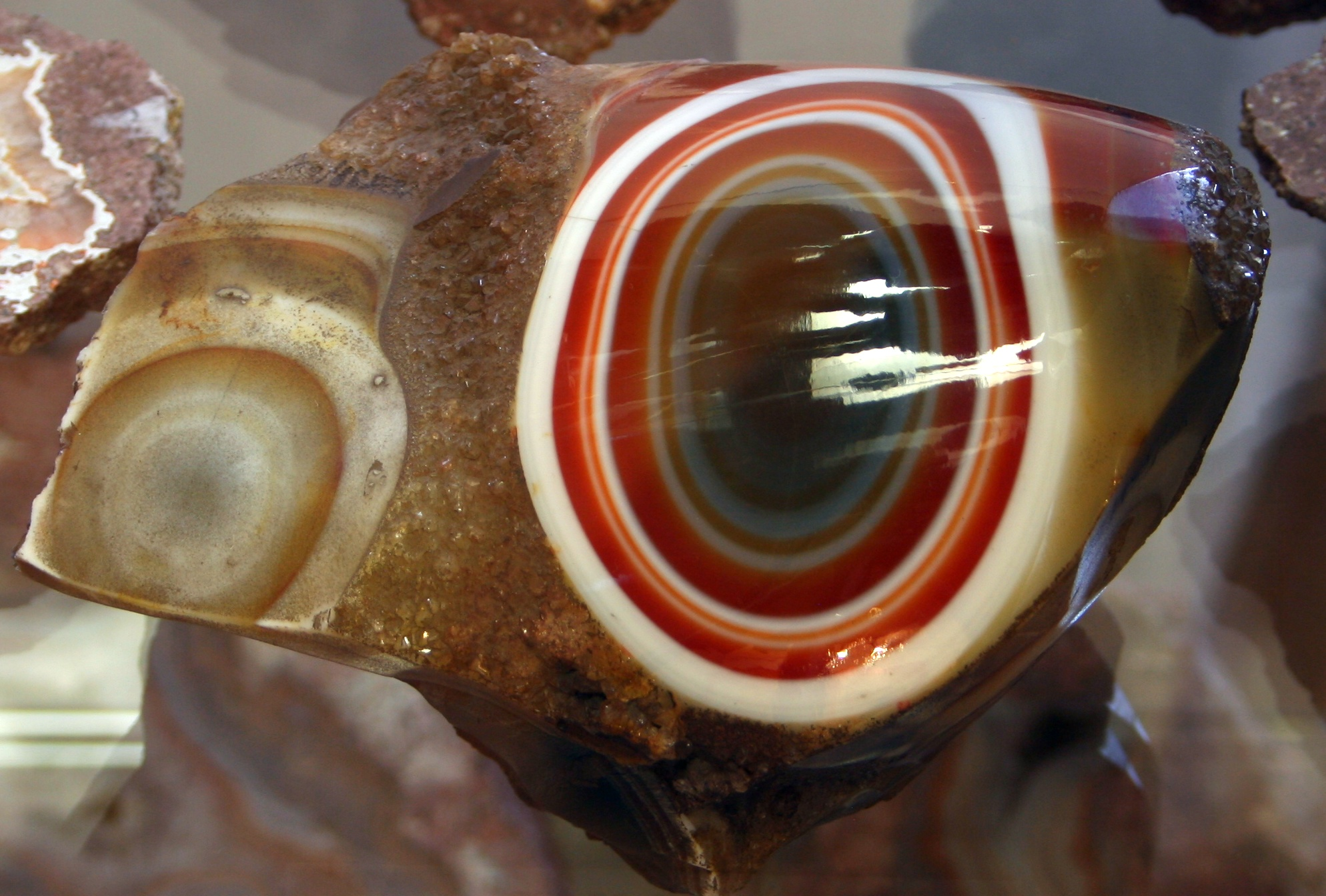
Agat ze zbiorów Leopolda Schmeterlinga
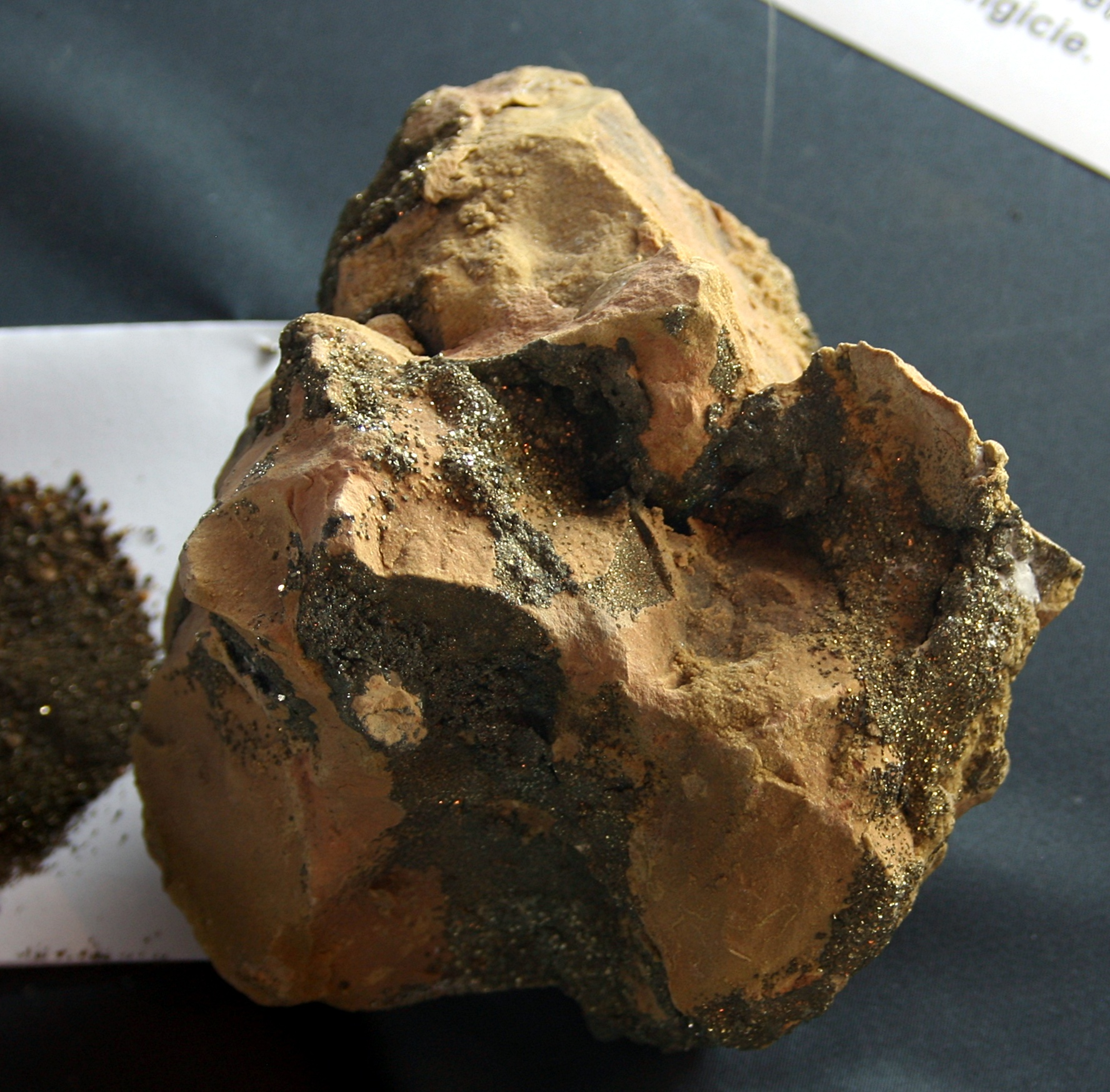
Piryt